# Kristinehamns pastorat
Kristinehamns pastorat är ett pastorat i Östra Värmlands kontrakt i Karlstads stift i Svenska kyrkan.
Pastoratet bildades 1974 och utökades 2006 med Rudskoga, Visnums och Visnums-Kils församlingar och fick nuvarande namn 2015. Pastoratskoden är 090304.
Pastoratet omfattade följande församlingar:
- Kristinehamns församling
- Rudskoga församling
- Visnums församling
- Visnums-Kils församling
- Ölme församling

1 januari 2025 slogs dessa samman i Kristinehamns församling som samtidigt blev ett enförsamlingspastorat med oförändrad pastoratskod. 